# Consentimento do titular do bem jurídico
O consentimento do titular do bem jurídico, comumente chamado também de consentimento da vítima ou do ofendido, define-se pela renúncia à proteção penal de bens jurídicos disponíveis. Na teoria do delito, ele configura uma espécie de exclusão de antijuridicidade, junto da legítima defesa, estado de necessidade, estrito cumprimento do dever legal e exercício regular do direito, ou excludente da própria tipicidade.
Porém, ao contrário destes, o consentimento do titular do bem jurídico é uma causa supralegal de exculpação, ou seja, não se encontra previsto nas hipóteses da legislação penal brasileira.
O termo "titular do bem jurídico" é tecnicamente mais correto, pois implica que o sujeito passivo da relação não assuma o papel de vítima, nome este relacionado à ideia de injusta lesão. Ora, se o fato é atípico ou típico e justificado, não há que se falar na existência de vítima. Entretanto, ambas as terminologias são aceitas.
O consentimento pode ser real ou presumido. Se real, a doutrina majoritária define-o como excludente de antijuridicidade quando tiver a forma de consentimento e como excludente de tipo quando expressar uma concordância.
O objeto do consentimento real pode ser a liberdade pessoal, a liberdade sexual, a integridade física, a saúde, a propriedade privada, dentre outros. De outra banda, o consentimento real é ineficaz em relação à vida humana, bem jurídico individual indisponível, e a bens jurídicos da comunidade, como a falsificação de documento, que fere a credibilidade da circulação jurídica, etc.
Entendimento minoritário, por sua vez, considera o consentimento real sempre uma causa excludente de tipo, uma vez que configura exercício de liberdade constitucional do portador do bem jurídico.
Alguns autores, em um sentido menos técnico, refutam o enquadramento do consentimento do titular do bem jurídico na antijuridicidade, ou, como muitos preferem, ilicitude. Argumentam que, numa visão constitucional do Direito Penal, o fato típico deixa de ser mero enquadramento formal de uma conduta à norma, devendo inclusive ter um substrato material para se tornar, de fato, típico. Assim, toda valoração material, concreta e supralegal da conduta deve ser feita na tipicidade, relegando à antijuridicidade somente a verificação da contrariedade ou não à lei. Não pode a antijuridicidade, portanto, abranger mais do que as causas legais descritas no artigo 24 do Código Penal.
Outros doutrinadores resumem o consentimento do titular do bem jurídico a uma espécie de analogia in bonam partem, que supre situações não presentes na lei. Esta excludente se impõe quando o bem jurídico for disponível e o sujeito passivo, agente capaz para consentir. Ressalta-se que se o dissenso da vítima for elementar do tipo, como no crime de violação de domicílio (artigo 150 do Código Penal), o consentimento do titular afastará a própria tipicidade.
A ideia de dissenso como elemento típico encontra forte respaldo na doutrina. Faltando o dissenso em certos crimes, como no furto, não há fato típico, pois não existe lesividade. Em outros casos, porém, a lesividade está presente; por exemplo, no crime de dano, em que o proprietário da coisa consente com sua destruição. Nestas hipóteses, exclui-se a antijuridicidade pelo consentimento de seu titular.
Magalhães Noronha ressalta que nos casos de violência desportiva, como aqueles em lutas marciais, a antijuridicidade das lesões corporais pode ser excluída pelo exercício regular do direito, uma vez que os esportes seguem regras definidas; pela aceitação e consagração dos costumes; ou pelo consentimento do titular do bem jurídico. Há, portanto, divergências doutrinárias sobre qual a excludente aplicável.
Por derradeiro, há entendimentos por demais restritivos quanto aos bens jurídicos que podem ser lesados mediante consentimento de seu titular. Para uns, o interesse público preponderante do Estado impõe-se sobre mais delitos, como lesão corporal, aborto, homicídio, dentre outros. Relega, assim, esta causa supralegal de excludente de antijuridicidade aos crimes contra a honra e contra o patrimônio.
Quanto à capacidade para consentir, tem-se que a idade aparece como primeiro parâmetro. Assim, até 14 anos, a pessoa é incapaz de ter consentimento; entre 14 e 18, possui possível capacidade de consentimento; e a partir dos 18 anos possui capacidade de consentimento. Entretanto, somente a baliza etária é insuficiente, devendo o consentir lastrar-se num conteúdo concreto de "compreensão do significado e da extensão do ato consentido, ou seja, da natureza e das consequências da renúncia ao bem jurídico respectivo". Por óbvio, deve o consentimento ser expressão da vontade do titular do bem jurídico, podendo ser afastado por engano, erro ou violência e demais defeitos da vontade.
Finalmente, o consentimento presumido consiste na construção do psiquismo do autor acerca da existência do consentimento do titular do bem jurídico. Ela é aceita com unanimidade se houver interesse alheio na conduta do autor; por outro lado, se feita em interesse próprio, não é ela justificada por parte da doutrina, devido ao risco excessivo. Distinguem-se duas possibilidades de consentimento: aquela em que o consentimento não pode ser obtido, como no caso de uma cirurgia urgente no paciente, e aquela em que o consentimento até pode ser obtido, mas é desnecessário, como no caso de invasão do residência do vizinho para apagar incêndio.
1. 1 2 3 4 5  CIRINO DOS SANTOS, Juarez. Direito Penal. Parte geral. 3ª ed., Lumen Juris, 2008, p. 271/278.
2. ↑  Ver MAURACH, Reinhart, in: CIRINO DOS SANTOS, Juarez, Direito Penal...
3. ↑  ROXIN, Claus, Derecho Penal. Parte General, Tomo I: Fundamentos. La estrutura de la teoria del delito, Civitas, 1997, p. 511.
4. ↑  CAPEZ, Fernando, Curso de direito penal, volume 1, parte geral: (arts. 1º a 120), 14ª ed., São Paulo: Saraiva, 2010.
5. ↑  ESTEFAM, André, Direito Penal, volume 1, São Paulo, Saraiva, 2010, p. 244
6. ↑  NORONHA, E. Magalhães, Direito Penal, vol. 1: introdução e parte geral, São Paulo: Rideel, 2009, p. 203/205.
7. ↑  BARROS, Flávio Augusto Monteiro de, Direito Penal, v. 1, parte geral, 9ª ed., São Paulo: Saraiva, 2011, p. 331, 332.
8. ↑  ver JAKOBS, Strafrecht, 1993, in CIRINO DOS SANTOS..., p. 277.
9. ↑  ver HAFT, Fritjof, Strafrecht, 1994, in CIRINO DOS SANTOS, p. 275.